# Amphianthus valdiviae
Amphianthus valdiviae is een zeeanemonensoort uit de familie Hormathiidae.
Amphianthus valdiviae is voor het eerst wetenschappelijk beschreven door Carlgren in 1928.